# Malfi
Malfi (in croato Zaton) è un quartiere della città croata di Ragusa.